# Tim Kang
Tim Kang, rodným jménem Yila Timothy Kang (* 16. března 1973, San Francisco), je americký herec.

## Začátky
Studoval na Kalifornské univerzitě v Berkeley, tam získal bakalářský titul z politické vědy. Začal hrát, když mu bylo 26. Nikdy předtím to nezkoušel. Z herectví má titul MFA (Master of Fine Arts) z Harvardu a herectví studoval také na Moskevské Art Theatre School, díky čemuž se domluví rusky.

## Herectví
Svoji vůbec první roli získal v roce 2002 v seriálu The Sopranos, kde v jedné epizodě ztvárnil Dr. Harrisona Wonga. Ve stejném roce proběhlo natáčení romantického filmu Two Weeks Notice (česky Láska s výstrahou; v hlavních rolích Sandra Bullock a Hugh Grant).
První větší roli získal v seriálu Third Watch, kde ztvárnil detektiva Kenta Yoshiharu. Zahrál si v pěti epizodách. Tim se objevil i v dalších seriálech jako Právo a pořádek, Ghost Whisperer, Monk nebo The Office. Vidět jsme ho mohli i ve filmu. V roce 2004 si zahrál agenta Aleca Wonga v The Forgotten (Zloději paměti; v hlavních rolích J. Moore a D. West) a v roce 2008 ve čtvrtém pokračování slavné série o Vietnamském veteránovi Johnu Rambovi s prostým názvem Rambo po boku Sylvestera Stallona. V roce 2008 také získal roli stoického agenta Kimballa Cho v úspěšném kriminálním seriálu Mentalista.

## Zajímavosti
- Má rád parašutismus.
- Kang je nejstarší ze tří chlapců.
- Má dceru Biancu (narozena 7. 11. 2009).
- Tim je současný mluvčí národního centra pro pohřešované a zneužívané děti.
- Timovým vzorem je jeho otec.

## Filmografie
| Rok       | Jméno                            | Role                                         |  |
| 2008-2011 | Mentalista                       | Kimball Cho                                  |  |
| 2010      | Mister Green                     | Mason Park                                   |  |
| 2009      | Mr. Sadman                       | Agent Wang                                   |  |
| 2008      | Rambo: Do pekla a zpět           | En-Joo                                       |  |
| 2007      | Jednotka zvláštního určení       | Chaplain Alan Lantz                          |  |
| 2007      | The office                       | Koh                                          |  |
| 2006      | Ghost Whisperer                  | Warren Chen (Burning Ghost)                  |  |
| 2006      | Chappelle's Show                 | Car Wash Manager / Mummy's Probation Officer |  |
| 2006      | What Remains                     | Ender                                        |  |
| 2006      | Spectropia                       | Client                                       |  |
| 2005      | Zákon a pořádek: Porota          | Dr. Liam Kelly                               |  |
| 2004      | Zloději paměti                   | Agent Alec Wong                              |  |
| 2004      | Third Watch                      | Detective Kent Yoshihara                     |  |
| 2004      | Flight Safety                    |                                              |  |
| 2003      | Justice                          | Bodega Owner                                 |  |
| 2003      | Zákon a pořádek: Zločinné úmysly | Murakami                                     |  |
| 2003      | Robot Stories                    | Young John                                   |  |
| 2002      | Two Weeks Notice                 | Paul the Attorney                            |  |
| 2002      | Rodina sopránu                   | Dr. Harrison Wong                            |  |
| 2002      | Můj přítel Monk                  | Mr. Brenneman                                |  |